# Caricature en France
La caricature en France a connu son premier essor au 18e siècle, à partir duquel son développement s'enchevêtre fréquemment, mais non exclusivement, avec celui du dessin de presse en France.
Au 17e siècle, la caricature existe en France, mais la censure exercée par le pouvoir royal limite sa production. Son réel essor se produit au 18e siècle, durant lequel on caricature amplement le clergé et la noblesse, souvent pour dénoncer les excès de la fiscalité d'Ancien Régime. La caricature sert alors de vecteur aux idées révolutionnaires et se porte à la défense du Tiers-Etat. En 1791, la fuite de Varennes provoque l'apparition de nombreuses images ridiculisant Louis XVI et Marie-Antoinette, jusqu'alors généralement épargnés par les caricaturistes.
Au 19e siècle, la censure gagne de nouveau du terrain en France avec le Premier Empire et la proclamation de Napoléon en 1804. En 1830, l'instauration de la monarchie de Juillet sous Louis-Philippe renverse la vapeur. L'article 7 de la Charte constitutionnelle du 14 août 1830, indique explicitement que « [l]es Français ont le droit de publier et de faire imprimer leurs opinions en se conformant aux lois. La censure ne pourra jamais être rétablie. » Les Poires, publié l'année même, et Gargantua, publié l'année suivante, représentent de jalons marquants de l'histoire de la caricature en France.
En 1852, l'instauration du Second Empire provoque un retour de la censure. La Loi du 29 juillet 1881 sur la liberté de la presse vient restaurer le droit à la caricature.
Durant la première moitié du 20e siècle, la production d'images satiriques se diversifie. Les deux guerres mondiales provoquent l'apparition d'images de propagandes qui sont parodiées par des périodiques comme le Canard Enchaîné. En 1940, l'Occupation freine grandement la production de caricatures jusqu'à la Libération de 1945. Sous l'influence d'artistes comme Raymond Peynet, on voit alors grandir la popularité d'images comiques qui sont davantage mignonnes que proprement satiriques. Durant la seconde moitié du 20e siècle, la caricature politique reprend en vigueur et s'attaque allègrement à des figures politiques comme Charles de Gaulle et François Mitterrand.
Au 21e siècle, la publication en France de caricatures de Mahomet non censurées suscite de nombreux débats après l'attentat contre Charlie Hebdo en 2015 et l'attentat de Conflans-Sainte-Honorine en 2020.

### Thèmes connexes
- Censure en France
- Bande dessinée politique
- Presse satirique